# Richard Monette
Richard Jean Monette (* 19. Juni 1944 in Montreal, Québec; † 9. September 2008 in London, Ontario) war ein kanadischer Schauspieler und Regisseur, der von 1994 bis 2007 künstlerischer Leiter des Stratford Festival-Theater war. Für seine Verdienste wurde er mit dem Order of Canada ausgezeichnet, Kanadas höchster Auszeichnung für Zivilpersonen.

## Karriere
Monette besuchte High School und College in Montreal, woraufhin er nach Toronto zog und dort ein Engagement am Crest Theatre bekam. Seine erste Rolle dort war Hamlet. Es folgten weitere kleinere Rollen, bis er 1965 für das Stück Soldiers am Royal Alexandra Theatre engagiert wurde. Mit diesem Stück trat er im Mai 1968 auch am Broadway auf. 
1969 verließ er Kanada und zog nach London, wo er bis 1974 in verschiedenen Theaterproduktionen auftrat. Er kehrte nach Kanada zurück und spielte am Broadway die Titelrolle in Hosanna. Bei der Stratford Company spielte er erneut den Hamlet. In den 1980er Jahren folgten weitere Auftritte am Theater sowie verschiedene Rollen in Spielfilmen. 
Ab Ende der 1980er Jahre fokussierte sich Monette auf die Arbeit als Regisseur. Er wurde wenige Jahre später zum künstlerischen Leiter des Stratford Festival ernannt. Bis 2007 führte er dort sämtliche Stücke von Shakespeare sowie verschiedene Musicals wie My Fair Lady und Anything Goes auf. 

## Filmografie (Auswahl)
- 1973: Big Zapper zahlt mit blauen Bohnen (Big Zapper)
- 1976: Alle entführen Victoria (Find the Lady)
- 1984: Rückkehr aus einer anderen Welt (Iceman)
- 1986: Preis der Leidenschaft (The High Price of Passion)
- 1986: Manhattan Connection (Popeye Doyle)
- 1987: Nachtstreife (Night Heat, Fernsehserie, 2 Folgen)
- 1987: Alfred Hitchcock Presents
- 1987: Higher Education – Erziehung Nebensache (Higher Education)
- 1988: Die Waffen des Gesetzes (Street Legal)
- 1989: Unbekannte Dimensionen (The Twilight Zone)
- 1989: Todesträume (Murder by Night)
- 1992: Recht für eine Ewigkeit (The Good Fight)
- 1995: Harrison Bergeron – IQ Runner (Harrison Bergeron)
- 1997: Die Modemafia (While My Pretty One Sleeps)